# Asaf (Fernsehserie)
Asaf ist eine türkische Dramaserie, die am 28. November 2024 auf Netflix veröffentlicht wurde.

## Inhalt
Asaf, ein unauffälliger Fahrer mit hohen moralischen Werten, erlebt eine schwierige Zeit nach der Trennung von seiner Frau Sema und dem eingeschränkten Kontakt zu seinem Sohn Atlas. Sein Leben gerät weiter aus den Fugen, als er in einen Autounfall verwickelt wird und dadurch in kriminelle Machenschaften hineingezogen wird. Während er versucht, seinen Sohn zu schützen und seine Familie wieder zusammenzuführen, muss Asaf sich gegen mächtige Gegner behaupten.

## Besetzung und Synchronisation
Die deutschsprachige Synchronisation entstand nach den Dialogbuch von Sandra Schwittau sowie unter der Dialogregie von Ursula von Langen durch die Synchronfirma FFS Film- & Fernseh-Synchron GmbH.
| Rolle  | Schauspieler       | Synchronsprecher    |
| ------ | ------------------ | ------------------- |
| Asaf   | Cihangir Ceyhan    | Benedikt Gutjan     |
| Cüneyt | Ahmet Rıfat Şungar | Matthias Ransberger |
| Sema   | Burçin Terzioğlu   | Kathrin Gaube       |
| Rüya   | Saadet Işıl Aksoy  | Ilena Gwisdalla     |
| Murat  | Çagdaş Onur Öztürk | Stefan Günther      |
| Nasuh  | Rıza Kocaoğlu      | Frank Schaff        |

## Produktion
Die Serie wurde von Özgür Önurme entwickelt und von Başak Abacıgil Sözeri und Barış Abacıgil produziert. Die Dreharbeiten fanden hauptsächlich in Istanbul statt, wobei einige Szenen in der Region Kocaeli gedreht wurden. Die Serie wurde am 28. November 2024 auf der Streaming-Plattform Netflix veröffentlicht.

## Episodenliste
Die komplette Staffel wurde am 28. November 2024 auf Netflix sowohl im Original als auch auf Deutsch erstveröffentlicht.
| Nr. (ges.) | Nr. (St.) | Deutscher Titel  | Originaltitel | Regie       | Drehbuch     |
| ---------- | --------- | ---------------- | ------------- | ----------- | ------------ |
| 1          | 1         | Einbahnstraße    | Tek Yön       | Deni Jordan | Özgür Önurme |
| 2          | 2         | Keine Kehrtwende | Dönüş Yok     | Deni Jordan | Özgür Önurme |
| 3          | 3         | Sackgasse        | Çıkmaz Sokak  | Deni Jordan | Özgür Önurme |
| 4          | 4         | Unfall           | Kaza          | Deni Jordan | Özgür Önurme |
| 5          | 5         | Fluchtweg        | Kaçış         | Deni Jordan | Özgür Önurme |
| 6          | 6         | Ende des Weges   | Yolun Sonu    | Deni Jordan | Özgür Önurme |